# Népirtástagadás
A népirtástagadás valamely genocídium megtörténtének tagadása vagy valós mértékének kisebbítése. A leggyakrabban emlegetett népirtástagadás a holokauszttagadás, de a definíció kiterjed minden olyan népirtásra, amelynek valós pusztításait minimalizálják vagy túlzott szkepticizmussal emlegetik. A népirtástagadás gyakran politikai viták formájában jelentkezik, és egyes országokban törvénysértés.
Ahol csaknem teljes az egyetértés arról, hogy egy népirtás megtörtént, tagadását általában egyfajta elutasítandó történelmi revizionizmusnak tekintik. Ha azonban a vitatott esemény a tudósok jelentős része szerint nem tekintendő genocídiumnak, a fogalom használata ad hominem érvelési hiba is lehet.
Mivel a népirtás szélsőségesen súlyos bűntett, amely végrehajtóját szörnyű hírbe hozza, és súlyos következményekkel járhat rá nézve, a népirtás vádját nagyon gyakran tagadják vagy hárítják át másra. Larissa van den Herik mutatott rá ugyanakkor, hogy a nemzetközi jogban vannak olyan hézagok, amelyek arra ösztönöznek, hogy akkor is a népirtás vádjához folyamodjanak, amikor más vád megfelelőbb volna: „Bosznia számára az egyetlen mód arra, hogy az ICJ-hez (Nemzetközi Bíróság, angolul International Court of Justice, ICJ) forduljon, a népirtás vádja volt. Nincs Emberiség Elleni Bűnök Konvenció, amely az ICJ számára jogalapot nyújthatna.”
Az Európai Bizottság 2001-ben javasolta, hogy szülessék egy rasszizmus elleni törvény, amely tiltotta volna a népirtástagadást is, és az egész Európai Unióra (EU) érvényes lett volna. Az EU tagállamai azonban nem tudtak megegyezni arról, hogyan biztosítható a megfelelő egyensúly a rasszizmus tiltása és a szólásszabadság garantálása közt.  Hatéves vita után az a kompromisszum született, hogy a tagállamok maguk dönthetik el, milyen szabályozásra van szükségük ez ügyben.

## Fordítás
- Ez a szócikk részben vagy egészben  a   Genocide denial című angol Wikipédia-szócikk ezen változatának fordításán alapul.  Az eredeti cikk szerkesztőit annak laptörténete sorolja fel. Ez a jelzés csupán a megfogalmazás eredetét és a szerzői jogokat jelzi, nem szolgál a cikkben szereplő információk forrásmegjelöléseként.